# Burckella erythrophylla
Burckella erythrophylla är en tvåhjärtbladig växtart som beskrevs av Herman Johannes Lam. Burckella erythrophylla ingår i släktet Burckella och familjen Sapotaceae.
Artens utbredningsområde är Papua Nya Guinea. Inga underarter finns listade i Catalogue of Life.